# Bernardo Daddi

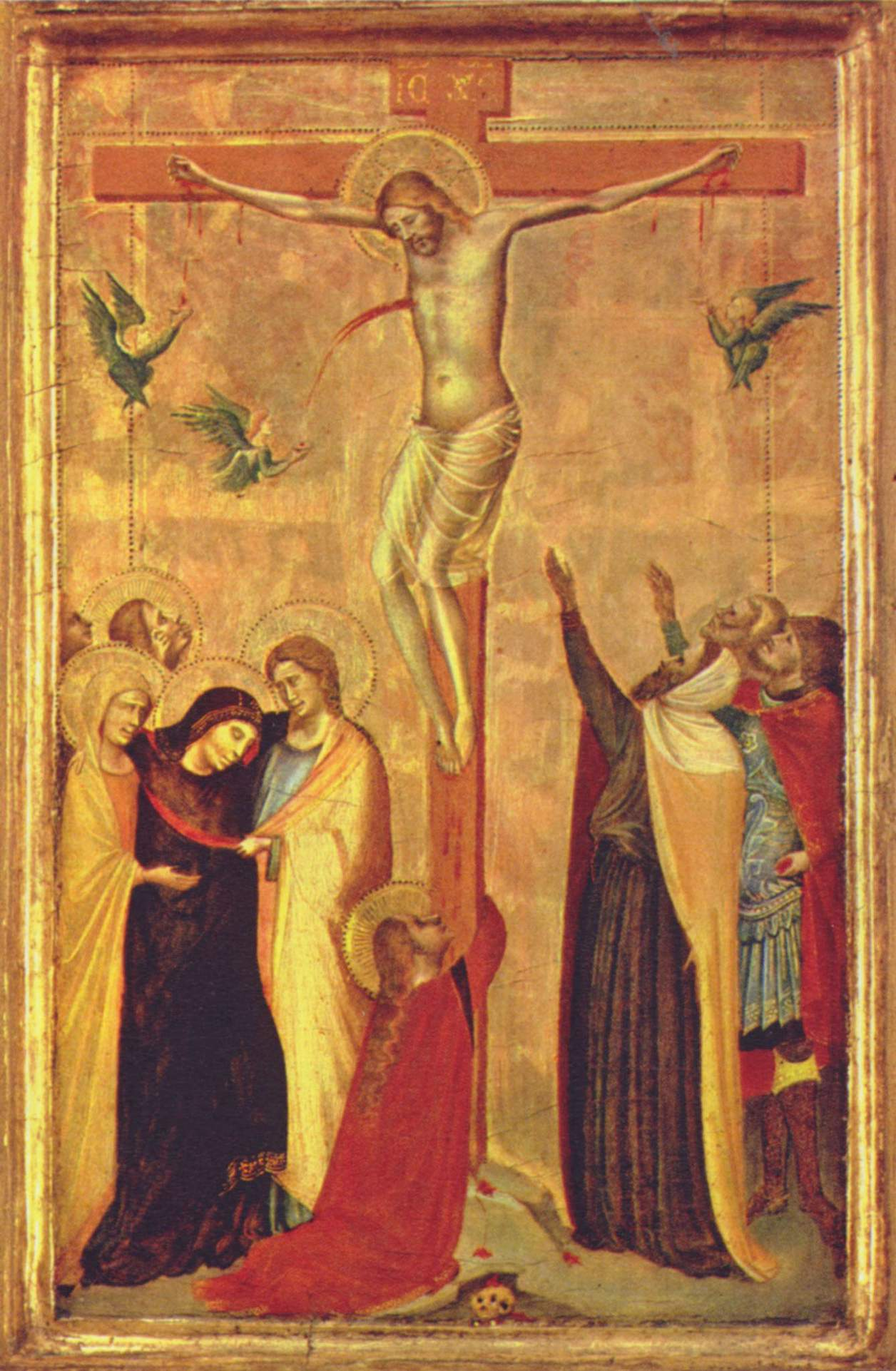
Crucifixión, 1340-1345 (National Gallery de Washington).

Bernardo Daddi (h. 1280-1348) fue un pintor renacentista italiano y aprendiz de Giotto. Le influyó también el arte sienés de Ambrogio y Pietro Lorenzetti.
La fecha de nacimiento de Daddi es desconocida. Se le menciona por vez primera en 1312. Se centró en motivos religiosos y altares. Un tríptico que pintó en 1328 se encuentra en los Uffizi, y hay varios paneles en la Galería Nacional de Arte y el Museo Walters de Baltimore.
Daddi se convirtió en el pintor más destacado de Florencia de su generación. Su última obra data del año 1347, y se cree que murió al año siguiente.

## Obras
- El martirio de san Esteban (1324, sin verificar).
- La Virgen y dos santos, o Tríptico Ognissanti (1328).
- Santa Úrsula (1333).
- La Virgen con Niño (1335)
- Los esponsales de la Virgen (1336-1340).
- Políptico de San Pancracio (1336-1340).
- La Virgen con el Niño (Museo Thyssen-Bornemisza, Madrid).
- La Crucifixión (Museo Thyssen-Bornemisza, Madrid).